# Oslob
Oslob es un municipio filipino de cuarta clase, perteneciente a la provincia de Cebú, en las Bisayas Centrales.

## Toponimia
El lugar puede aparecer referido como «Oslob» y «Osloob».

## Historia
Hacia mediados del siglo XIX, el lugar tenía contabilizada una población de 4477 habitantes, repartidos en 600 casas. Aparece descrito en el segundo volumen del Diccionario geográfico, estadístico, histórico de las Islas Filipinas (1851) de Manuel Buzeta Núñez y Felipe Bravo con las siguientes palabras:

OSLOOB: pueblo con cura y gobernadorcillo en la isla, prov. y dioc. de Cebú, sit. en los 127° 52' 50" long. 9° 35' 20" lat. en terreno montuoso, próximo á la costa oriental de la isla; su clima es algo cálido y saludable. Tiene unas 600 casas entre las que se cuenta la parroquial y la de comunidad donde se halla la cárcel. Hay establecida una escuela de primeras letras dotada de los fondos de comunidad. Comunícase este pueblo con los inmediatos por medio de malos caminos y recibe de la cab. de la prov. el correo en dias indeterminados. Confina el term. por N. con el de Bolohon y por S. E. y O. con el mar. El terr. es montuoso y fértil; en las tierras de labor se cosecha arroz, tabaco, maiz, cacao, café, algodon, cocos, otras frutas y legumbres. En los montes se crian varias clases de maderas buenas para la construccion, alguna caza, y tambien se encuentran higueras silbestres que producen la tan apreciada goma laca. La industria consiste en la agricultura, en la fabricacion de algunas telas, corte de maderas y la pesca. Pobl. 4,477 almas, y trib. 858.
(Buzeta y Bravo, 1851, p. 373)

En 2020, tenía censados 29 264 habitantes.